# コジモ1世
コジモ1世（イタリア語: Cosimo I de' Medici, 1519年6月11日 - 1574年4月21日）は、初代トスカーナ大公で、フィレンツェの名門メディチ家の1人。子はフランチェスコ1世。

## 沿革
メディチ傍系であり、勇敢な傭兵隊長として知られた「黒隊長」ジョヴァンニ（1498年 - 1526年）と、その妻でロレンツォ・デ・メディチの孫にあたるマリーアの間に生まれる。また、ルネサンス期の女傑として知られるカテリーナ・スフォルツァの孫に当たる。1537年、フィレンツェ公アレッサンドロ（ローマ教皇クレメンス7世の庶子）が暗殺された後、18歳のコジモがフィレンツェ公を継ぐ。こうしてコジモ率いるフィレンツェ公国は神聖ローマ帝国ハプスブルク家の支援のもと、フィレンツェの中央集権体制を確立していく。
トスカーナ公となるとイタリア戦争に関わっていき、カール5世の神聖ローマ帝国側に組してスペイン軍と共にフランスと結んだシエーナ共和国を攻撃し1555年にシエーナを占領した。そして、1559年のカトー・カンブレジ条約によりスペインに貸していた膨大な債権と引き換えにシエーナ共和国とシエーナ公の地位を手に入れ、併合した。さらに1569年にはローマ教皇ピウス5世により初代トスカーナ大公に任じられここにトスカーナ大公国が成立した。
さらに海軍を創設した。この海軍は1571年のレパントの海戦にも参戦している。しかしスペインの警戒もあり、公国は完全には自立できなかった。コジモ1世の最大の功績は、首都フィレンツェの都市改造事業であり、現在のウフィツィ美術館や、ヴァザーリの回廊などを建設し、今日のフィレンツェの景観を作り上げるのである。
ジョルジョ・ヴァザーリ、アニョロ・ブロンズィーノらを宮廷画家として迎える。有名なヴァザーリの『画家・彫刻家・建築家列伝』はコジモに捧げられており、ブロンズィーノはコジモや妻エレオノーラなど一家の肖像を多く残した。
また、ミケランジェロの葬儀（1564年）を行った。コジモ1世の時代、再びフィレンツェでのルネサンス文化が花開いたといえる。
1562年、2人の子と妃エレオノーラ・ディ・トレドがマラリアで相次いで死去。これ以後、コジモ1世の晩年は悲劇とスキャンダルに見舞われる事となる。1569年、教皇ピウス5世により初代トスカーナ大公となった。
晩年は半身不随となり、また再婚するが家庭的に恵まれなかった。トスカーナ大公は子のフランチェスコが継ぐ。

## 子女
- マリーア（1540年 - 1557年）
- フランチェスコ1世（1541年 - 1587年） - トスカーナ大公
- イザベッラ（1542年 - 1576年）
- ジョヴァンニ（1543年 - 1562年）
- ルクレツィア（1545年 - 1561年）
- ピエトロ（1546年 - 1547年）
- ガルツィア（1547年 - 1562年）
- アントニオ（1548年、夭折）
- フェルディナンド1世（1549年 - 1609年） - トスカーナ大公
- アンナ（1553年、夭折）
- ピエトロ（1554年 - 1604年）

## 関連事項
- メディチ家
- トスカーナ大公国